# Lamberto Ciani
Lamberto Ciani (Grosseto, 10 febbraio 1949) è un politico italiano.

## Biografia
Nato a Grosseto nel 1949, conseguì la laurea in architettura ed esercitò la professione di architetto. Fece il suo ingresso in politica nelle file del Partito Socialista Italiano, ricoprendo i ruoli di consigliere comunale e assessore ai lavori pubblici a Castiglione della Pescaia dal 1985 al 1993.
Nel 1990 fu candidato alle elezioni amministrative provinciali, nelle quali venne eletto presidente della Provincia di Grosseto nelle file del Partito Socialista Italiano, in un'alleanza con il Partito Democratico della Sinistra e il Partito Repubblicano Italiano.
Al termine del mandato e dopo lo scioglimento del PSI, nel 1995 passò alla Federazione Laburista e fu consigliere provinciale fino al 1997. Seguì poi la confluenza dei laburisti nel neonato partito dei Democratici di Sinistra, per i quali ricoprì la carica di consigliere comunale a Grosseto durante il primo mandato di Alessandro Antichi. Durante il suo periodo in consiglio, fu incaricato dalla Regione di redigere il piano generale dei rifiuti in qualità di commissario straordinario.
Nel 1999 fu candidato per i DS alle elezioni per il Parlamento europeo, ottenendo 12.428 preferenze e non risultando eletto.
Ritiratosi dalla politica al termine della sua esperienza in consiglio comunale nel 2001, ricoprì poi la carica di presidente dell'Agenzia per la tutela della qualità del Comune di Grosseto dal 2002 al 2006.